# Biologisk våben

## Historie
Selvom udtrykket biologiske våben virker meget moderne, har man i mange år anvendt biologien i krig.
Allerede i det antikke Grækenland og i romertiden benyttede man sig af biologisk krigsførelse under belejringskrige. Kunne man ikke storme en by eller en borg, kunne man sulte og tørste dem ud. Ved indførelsen af kastemaskinen kunne man kaste sten og brændende materiale ind i byen, og hvad var mere naturligt end at selvdøde kreaturer røg samme vej. Hvor mange mennesker er stuvet tæt sammen er der god grobund for sygdomme, og man har ikke holdt sig for gode til at kaste med bl.a. pestdøde mennesker.
Samtidig er det også biologisk krigsførelse at snige sig ind og smide døde dyr i fjendens brønd.
I kolonitidens Amerika er der eksempler på at britiske tropper uddelte koppeinficerede tæpper til indianerne.
I den kolde krig har der været meget fokus på biologiske våben. De er, frem for kemiske våben, mere effektive, da de ramte personer kan smitte videre. Dette gør de biologiske våben til et tveægget sværd, da en fremkaldt epidemi kan være svær at holde afgrænset til fjenden.
Biologiske våben, der bl.a. omfatter bakterier, virus og toksiner regnes for masseødelæggelsesvåben og kan være såvel tabsgivende (dræbende) som ikke-tabsgivende (Gør folk ukampdygtige f.eks. i form af diarre).
Det ideelle biologiske våben er svært at erkende, meget smittefarligt, let at lave og let at sprede. Specielt spredningen er problematisk, da stoffet skal være robust nok til at overleve fremføringen. Det er let klaret, hvis stoffet lukkes ud af en kurer f.eks i vandreservoirer, mens fremføring i granater og missiler kræver nøjere overvejelser.
Her er miltbrand et godt og aktuelt eksempel:
- Det danner robuste sporer (En lille ø i Skotland har været afspærret siden 2. verdenskrig på grund af et udslip fra et forsøg).
- Det smitter gennem hudkontakt og specielt gennem indånding, men gensmitter dårligere fra syge mennesker til raske.
- Symptomerne forveksles let med almindelige forkølelses- eller influenzasymptomer i starten. Når rette diagnose er stillet, er det som regel for sent.
- Egne styrker kan let beskyttes med antibiotika eller vaccine.

Til gengæld stiller miltbrand krav til spredningen. Er partiklerne for store, optages de dårligt, og er de for små, forsvinder de med udåndingsluften igen. Sollys virker nedbrydende og regn skyller partiklerne væk.
Andre stoffer der har været brugt, eller overvejet brugt som biologiske våben er: ebola, pneumokokker, kolera, kopper, ricin, botulisme og pest.
Anvendelse af biologiske våben har været forbudt ifølge Geneve-konventionen siden 1925, men den nævner intet om produktion og opbevaring af dem.

## Lande med biologiske våben

### Irak
Op til krigen i 1991 havde Irak et forskningsprogram med blandt andet miltbrand og botulisme ledet af mikrobiologen Rihab Rashid Taha.
Efter at Hussein Kamil flygtede fra Irak i 1995 og senere blev myrdet, indrømmede Irak ydermere at have haft et større program med produktion af blandt andet 8.445 liter Bacillus anthracis og 19.180 liter Clostridium botulinum, en nervegift og mindre mængder af aflatoksin.
Halvdelen var hældt på bomber og Scud-missilsprænghoveder.
Programmet var væsentligt større end hvad omverdenen havde troet.
Den største fabrik var Al Hakam, hvor udstyret var camoufleret som produktionsudstyr til kvægfoder.
Det narrede således FN-inspektører fra UNSCSOM der skulle sørge for at Irak destruerede deres masseødelæggelsesvåben.
I sommer 1996 ødelagde FN Al Hakan, og Irak fastholdt at de ikke længere havde et biologisk våbenprogram.
I slutningen af 1999 kom dog en irakisk flygtning med dæknavnet Curveball i forbindelse med den tyske efterretningstjeneste BND og påstod at Irak stadig havde et program og at produktionen foregik i mobile faciliteter, blandt andet sammenkoblede lastvogne parkeret ved Djerf al Nadaf.
Efterfølgende checkede FN-inspektører, og efter invasionen i 2003 også CIA, de af Curveball opgivne steder og fandt intet spor af et biologiske våbenprogram.